# Despoblat de Llatzeret
El Despoblat de Llatzeret és un despoblat, anomenat el Castilló a Biscarri, amb poques restes conservades, del terme d'Isona, en terres de Llordà, i dins del terme municipal d'Isona i Conca Dellà. És en una petita carena que és la cua cap al sud-oest del serrat de la Rebollera, entre el barranc de les Valls i el torrent del Barril, que són just dessota d'aquest poblat. Queda al sud-oest de l'Obaga del Barranc de la Bassa, i al nord de l'Obac de l'Església i del Tossal de la Pinyella. Aquesta carena queda ensotada, tant si es mira des del costat de Llordà, al nord-oest, com des del de Biscarri, al sud-est: és a 850 m. alt., davant dels 945 tant de Llordà com de Biscarri Vell. És de difícil accés. El més fàcil és també el més llarg, ja que és un camí que va davallant per la carena del serrat de la Rebollera, des de la Borda del Pamitxo i passant per Cal Benet.
Un document del 1087 ret comptes d'aquest Lasereto, en terres d'Isona, que el comte de Pallars Sobirà Artau II fa donació a les esglésies d'Isona i de Llordà.